# Jarabe de maltosa

Jarabe de malta de cebada sobre harina.

El jarabe de malta de cebada es un edulcorante sin refinar, elaborado mediante extracción de cebada germinada y malteada.
El jarabe de malta de cebada contiene aproximadamente un 65 % de maltosa, un 30 % de glúcidos y un 3 % de proteína de almacenamiento (prolamina glicoproteína). El jarabe de malta es de color marrón oscuro, espeso, pegajoso y posee un fuerte sabor distintivo descrito como «maltoso». Es aproximadamente la mitad de dulce que el azúcar blanco refinado. El jarabe de malta de cebada a veces se usa en combinación con otros edulcorantes naturales para darle sabor a malta. También llamado «extracto de malta de cebada» (o simplemente jarabe de malta), el jarabe de malta de cebada se elabora a partir de cebada malteada, aunque hay casos de etiquetado incorrecto en los que los comerciantes utilizan otros granos o jarabe de maíz en la producción.
El jarabe de malta de cebada también se vende en polvo. El extracto de malta de cebada se utiliza en la industria del pan y productos horneados para dorar y dar sabor y en la fabricación de cereales para dar sabor a malta. Añadir jarabe de malta de cebada a la masa de levadura aumenta la fermentación como resultado de las enzimas de la malta, acelerando así el proceso de fermentación.
El jarabe de malta de cebada tiene una larga historia y fue uno de los principales edulcorantes (junto con la miel) utilizados en China entre los años 1000 a. C. y 1000 d. C. por Qimin Yaoshu, un texto chino clásico del siglo VI, contiene notas sobre la extracción de jarabe de malta y maltosa de cereales domésticos comunes. El jarabe de malta de cebada se sigue utilizándose en dulces tradicionales chinos, como el algodón de azúcar chino.
El racionamiento del azúcar en Estados Unidos condujo a la primera producción comercial de jarabe de malta en la década de 1920, para hacer frente a la escasez de azúcar.
El pan de malta es otro producto que utiliza jarabe de malta de cebada. 